# Vedlav
Vedlav (Parmeliopsis hyperopta) är en lavart som först beskrevs av Erik Acharius och som fick sitt nu gällande namn av Johann Franz Xaver Arnold. 
Vedlav ingår i släktet Parmeliopsis och familjen Parmeliaceae. Arten är reproducerande i Sverige. Inga underarter finns listade i Catalogue of Life.

## Källor

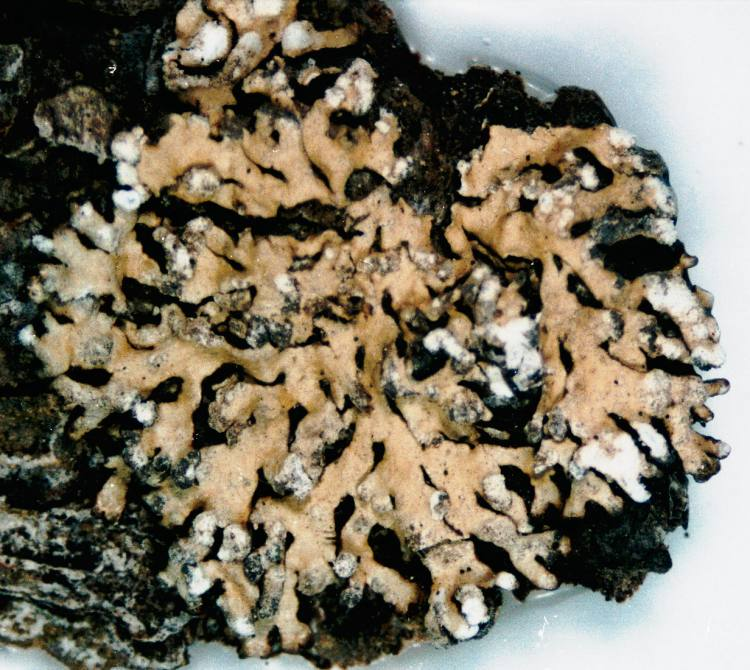
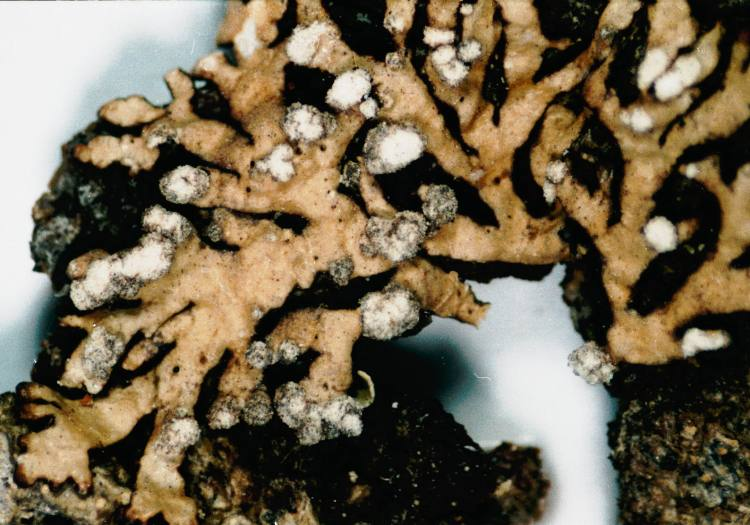
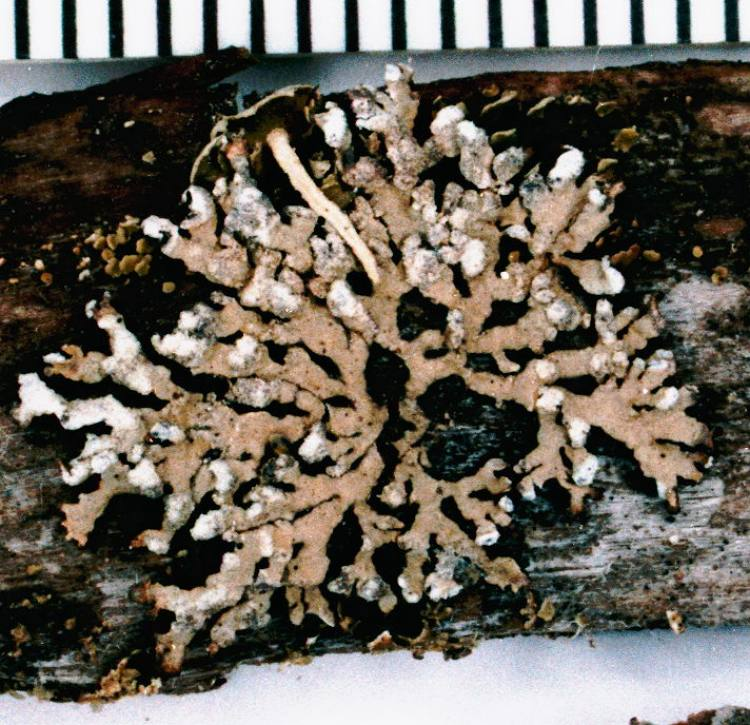